# Благодатный (Алтайский край)
Благодатный — посёлок в Поспелихинском районе Алтайского края. Входит в состав муниципального образования сельсовет 12 лет Октября.

## География
Расположен на правом берегу реки Кизиха, в 16 км к юго-западу от центра сельского поселения посёлка 12 лет Октября.

## История
Решением Алтайского краевого исполнительного комитета от 28.12.1983 года № 436 посёлок принят на учёт.

## Население
| 1997 | 1998 | 2000 | 2001 | 2002 | 2003 | 2004 | 2005 | 2006 | 2007 |
| ---- | ---- | ---- | ---- | ---- | ---- | ---- | ---- | ---- | ---- |
| 31   | ↗34  | ↘29  | ↗34  | ↘25  | ↗27  | ↗34  | ↘28  | ↘20  | ↘15  |
| 2008 | 2009 | 2010 | 2011 | 2012 | 2013 | 2014 | 2017 |      |      |
| →15  | ↘14  | ↘12  | →12  | ↘11  | ↘9   | ↘8   | ↘4   |      |      |

Национальный состав
Согласно результатам переписи 2002 года, в национальной структуре населения русские составляли 100 %.